# Johann III. von Glymes

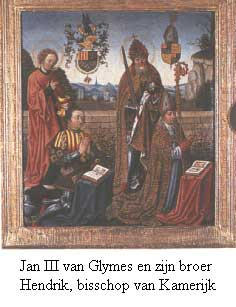
Johann III. von Glymes, und sein Bruder Heinrich, Bischof von Cambrai

Johann III. von Glymes oder Jan III. van Bergen (* 15. Oktober 1452 in Bergen op Zoom; † 20. Januar 1532 in Brüssel) war ab 1494 Herr von Bergen op Zoom, Walhain, Bierbais, Glymes, Woude, Wavre, Grimbergen und andere. 

## Leben
Johann III. war Erster Kammerherr von Philipp dem Schönen, Maximilian I. und Karl V. 1481 wurde er Ritter des Ordens vom Goldenen Vlies und Mitglied im Geheimen Rat. 1508 wurde er nach England gesandt, um die Ehe von Mary Tudor (1496–1533) mit Karl zu arrangieren, die aber nicht zustande kam (sie heiratete stattdessen Ludwig XII. von Frankreich). Johann III. war Gouverneur, Generalkapitän und Bailli der Grafschaft Namur, Berater von Margarete von Österreich, der Tochter Maximilians und Statthalterin der habsburgischen Niederlande (1507–1530), und wurde 1530 deren Testamentsvollstrecker.

Er korrespondierte mit Thomas Morus, Erasmus von Rotterdam, Thomas Wolsey und Heinrich VIII. von England.
Begraben in der St. Gertruden-Kirche in Bergen-op-Zoom.

## Familie
Johann III. war der Sohn von Johann II. von Glymes und Margaretha von Rouveroy.

Er heiratete Adrienne de Brimeu, Tochter von Guy de Brimeu, Seigneur de Humbercourt (Haus Brimeu), und Antoinette de Rambures. Der Ehevertrag datiert vom 12. Dezember 1487. Adrienne starb bereits am 31. Mai/1. Juni 1500. Ihre Kinder waren:
1. Johann, * 1489, † 1514, Seigneur de Walhain; ⚭ Anna von Burgund, † 1511/1512, Tochter von Adolf von Burgund zu Beveren (Haus Burgund)
2. Anna, * 1492, † 1541; ⚭ Adolf von Burgund zu Beveren, † 1540 (Haus Burgund)
3. Adriana, * 1495, † 1524; ⚭ Philipp, Graf von Nassau in Wiesbaden, † 1558
4. Philipp, * 1498, † 1525, Seigneur de Walhain
5. Anton de Berghes, * 1500, † 1541; 1532 in Bergen op Zoom, 1532 niederländischer Comte de Walhain, 1533 spanisch-niederländischer Marquis de Bergen-op-Zoom, Gouverneur, Generalkapitän und souveräner Bailli der Grafschaft Namur, Ritter des Ordens vom Goldenen Vlies, kaiserlicher Rat und Kämmerer; ⚭ Jacqueline de Croy, † um 1550, Tochter von Henri de Croy, Graf von Porcéan (Haus Croy)

Da Johann III. seine beiden älteren Söhne überlebte, die zudem beide ohne Erben starben, wurde sein jüngster Sohn Anton sein Nachfolger.